# ルーク・バビット
ルーク・ロバート・バビット (Luke Robert Babbitt 1989年6月20日 - )は、アメリカ合衆国オハイオ州シンシナティ出身、ネバダ州リノ育ちのプロバスケットボール選手。ポジションはスモールフォワード。

## 来歴
バビットは1989年にオハイオ州シンシナティで生まれたが、9歳の時に一家はネバダ州リノに引っ越す。大学も地元のネバダ大学リノ校に進学。シューターとして活躍し、2010年のNBAドラフトにアーリーエントリーを表明。16位でミネソタ・ティンバーウルブズから指名されるも、ドラフト当日にポートランド・トレイルブレイザーズとの間でマーテル・ウェブスターとの交換トレードが行われ、ブレイザーズでNBAデビューすることになった。
しかし、NBAではディフェンス面で苦戦を強いられ、十分な出場機会を得ることが出来ず、契約は3年で打ち切られた。

2013年夏、バビットはロシアのBCニジニ・ノヴゴロドと契約し、再出発したものの、2014年1月にNBA復帰を目指す為に退団し、2月にニューオーリンズ・ペリカンズと契約。2014-15シーズンは、規定成功数未満ながら3ポイントシュートの成功率51.3%の高確率を記録した。
2016年7月10日、将来のドラフト指名権とのトレードでマイアミ・ヒートに移籍した。
2017年8月4日、アトランタ・ホークスと契約した。
2018年2月8日、オカロ・ホワイトとのトレードでマイアミ・ヒートに移籍した。

## プレースタイル
206cmの身長ながら専門は3Pであり、ほぼノージャンプという変わったフォームの持ち主である。
ディフェンスが課題とされていたが、2016-17で所属したMIAで着々と成長し、カズンズやKATなど名だたるビッグマンを守れる程となり、スタメンPFとしてシーズン後半の好調を支えた。